# St. Ulrich (Oberschwandorf)

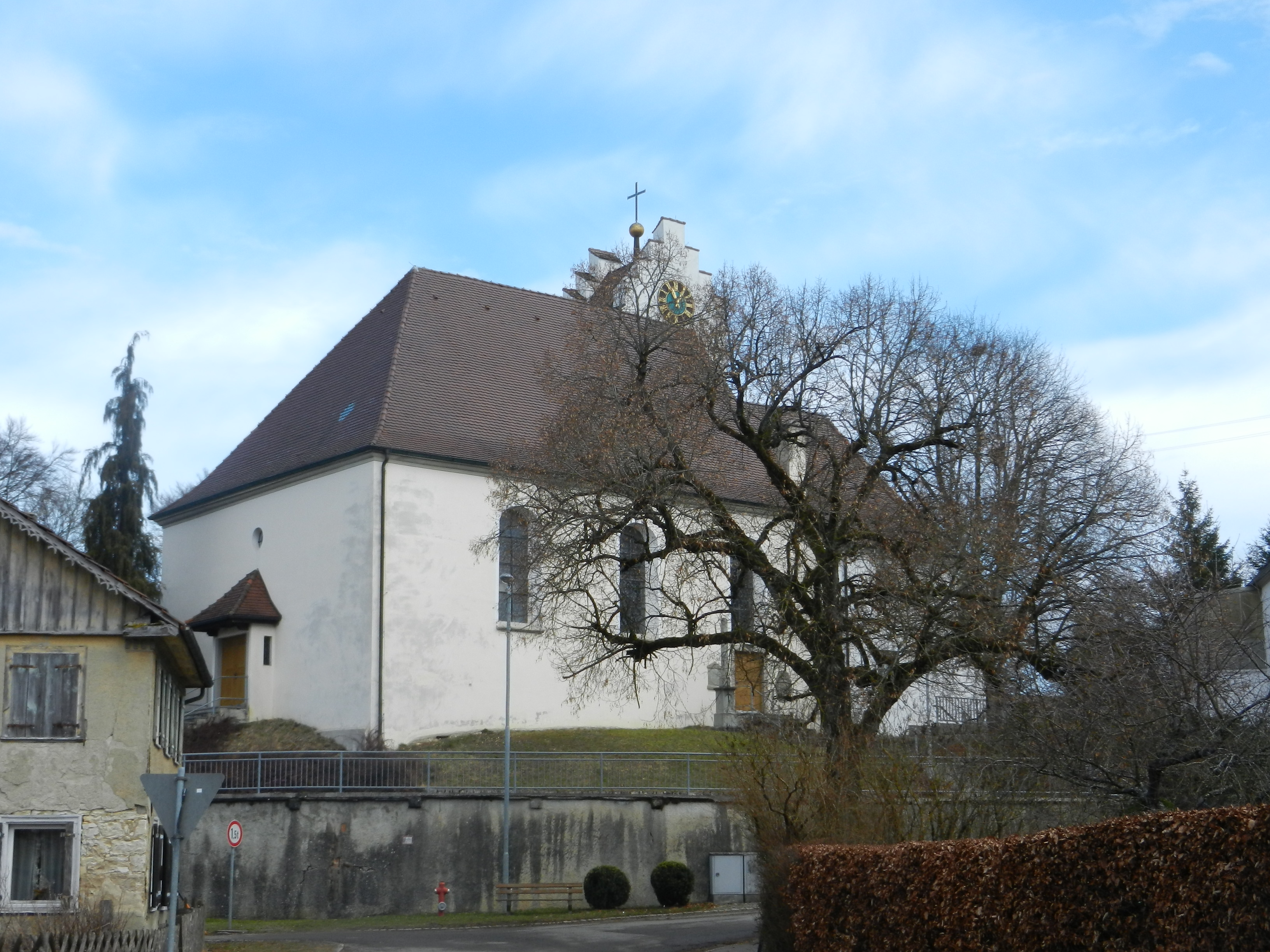
St. Ulrich in Oberschwandorf

Die römisch-katholische Pfarrkirche St. Ulrich steht in Oberschwandorf, einer Ortslage des Ortsteils Schwandorf der Gemeinde Neuhausen ob Eck im Landkreis Tuttlingen in Baden-Württemberg. Die Pfarrkirche gehört zum Erzbistum Freiburg. Das Bauwerk ist beim Landesamt für Denkmalpflege Baden-Württemberg als Baudenkmal eingetragen.

## Beschreibung
Die Saalkirche besteht aus einem Langhaus, einem eingezogenen, dreiseitig geschlossenen Chor im Osten, einem quer mit einem Satteldach bedeckten Chorflankenturm an der Nordwand und der Sakristei an der Südwand des Chors. Im südlichen Staffelgiebel befindet sich das Zifferblatt der Turmuhr. Im Glockenstuhl des Chorflankenturms hängen drei Kirchenglocken.
Die um 1755 geschaffenen Statuen des Josef von Nazaret, des Erzengels Michael und des heiligen Sebastian im Innenraum werden Joseph Anton Feuchtmayer zugeschrieben.